# Monda elegans
Monda elegans är en fjärilsart som beskrevs av Jean Bourgogne 1977. Monda elegans ingår i släktet Monda och familjen säckspinnare. Inga underarter finns listade i Catalogue of Life.